# Episodi di Bu-Bum! La strada verso casa
Bu-Bum! La strada verso casa è stato trasmesso in Italia dal 1º al 26 luglio 2016.
| N° | Titolo                    | Prima TV       |
| -- | ------------------------- | -------------- |
| 1  | Primavera di guerra       | 1º luglio 2016 |
| 2  | La strada per le montagne | 2 luglio 2016  |
| 3  | L'aereo perduto           | 3 luglio 2016  |
| 4  | Le stelle del cinema      | 4 luglio 2016  |
| 5  | Musica maestro            | 5 luglio 2016  |
| 6  | Giungla di cemento        | 6 luglio 2016  |
| 7  | Fratelli contro           | 7 luglio 2016  |
| 8  | Una ragazza di nome Viola | 8 luglio 2016  |
| 9  | Fuori i pagliacci         | 9 luglio 2016  |
| 10 | Il tesoro del castello    | 10 luglio 2016 |
| 11 | Verso Sud                 | 11 luglio 2016 |
| 12 | Un branco di lupi         | 12 luglio 2016 |
| 13 | Gli ordini sono ordini    | 13 luglio 2016 |
| 14 | Il vero e il falso        | 14 luglio 2016 |
| 15 | Cuore di gallo            | 15 luglio 2016 |
| 16 | Il cantastorie            | 16 luglio 2016 |
| 17 | Il grande fiume           | 17 luglio 2016 |
| 18 | Il mulino maledetto       | 18 luglio 2016 |
| 19 | Il generale               | 19 luglio 2016 |
| 20 | Il prigioniero            | 20 luglio 2016 |
| 21 | L'ultima missione         | 21 luglio 2016 |
| 22 | Un posto sicuro           | 22 luglio 2016 |
| 23 | Il primo fiocco di neve   | 23 luglio 2016 |
| 24 | La tregua di Natale       | 24 luglio 2016 |
| 25 | Il treno blindato         | 25 luglio 2016 |
| 26 | La fine del viaggio       | 26 luglio 2016 |

## Primavera di guerra
1944, la guerra imperversa anche nei piccoli paesi dell'Italia centrale. L'episodio comincia con un bambino che gioca con un aeroplano di legno in una casa; il bimbo va a finire contro le gambe della madre intenta a portare dei vestiti in un baule, il bambino allora le chiede dove dovessero andare; in quel momento si sente da fuori la voce di un uomo che avverte la popolazione di sbrigarsi. Arriva il padre che incita la famiglia a muoversi preoccupato della loro sicurezza. la madre abbraccia il bimbo e con una voce nostalgica saluta un'ultima volta la casa. Il padre allora abbraccia entrambi promettendo che quando la guerra sarà finita torneranno e se sarà necessario la ricostruiranno ancora più bella di prima. Mentre la madre prende una fotografia della famiglia il bambino chiede se torneranno presto; il padre allora lo prende a sé e lo abbraccia sorridendo. Poco dopo la famiglia sta viaggiando in un camion di sfollati e il bambino gioca con l'aeroplano; la mamma allora dolcemente gli chiede se ha voglia di dormire visto che giocando disturba le altre persone; il bimbo però non ne vuole sapere e una signora dice alla mamma di non preoccuparsi perché "i bambini devono fare i bambini e poi è così bello vedere chi ancora sa essere felice". In quel momento però passano degli aerei che cominciano a bombardare i camion e le macchine presenti sulla strada; il bambino pur mantenendosi alla madre viene catapultato fuori dal camion insieme al baule. il camion continua a correre riuscendo a mettersi in salvo attraversando un ponte; purtroppo gli aerei bombarderanno anche il ponte distruggendolo. I genitori del ragazzo escono fuori, ma non possono fare niente e rimangono a fissare il ponte distrutto. Il bambino a quanto pare è svenuto, ma proprio in quel momento passa da quelle parti un cavallo con una coppola in testa che curioso si avvicina al bambino, in un primo momento quest'ultimo si sveglia spaventato, ma poi sembra fare subito amicizia con l'animale che lo alza da terra. Il bimbo a quanto pare è rimasto parecchio scosso dall'episodio del camion; infatti quando il cavallo gli chiede come si chiama egli risponde: "Boom-boom" ricordando il suono delle esplosioni. Il cavallo crede che questo sia il suo vero nome pur essendo strano per un bambino e chiede a Bu-Bum dove siano i suoi genitori. Bu-Bum continua a ripetere "boom-boom" indicando il ponte. Poco dopo egli trova il suo aeroplano giocattolo per terra al quale però manca un'ala; Bu-Bum vede anche il baule e avvicinandosi trova la foto che la madre aveva messo nel baule. Il cavallo allora capisce che Bu-Bum ha perso i genitori e cerca di rassicurarlo dicendogli che potrebbero essere lì vicino e proprio in quel momento si sente un rumore provenire da un camion ribaltato; il cavallo e Bu-Bum si avvicinano e trovano una gatta che con marcato accento romano intima ai due di allontanarsi, perché in quel camion era arrivata prima lei, che non mangia da due giorni ed è sicura che in quel posto abbiano lasciato qualcosa da mangiare; infatti trova un orologio, ma quando lo mette in bocca scopre che non è commestibile e lo sputa, il cavallo allora le dice di stare calma perché non era lì per cercare cibo ma i genitori di Bu-Bum! Infatti poco prima aveva sentito dei boati e poi aveva visto fuoco e fiamme in tutto il posto insieme a molti umani che scappavano; per un attimo gli viene in mente l'opzione che i genitori di Bu-Bum possano essere morti ma non volendo allarmare il bambino dice che probabilmente lo stanno cercando. La gatta allora impietosita dalla storia esce dal camion e si avvicina a Bu-Bum che l'accarezza, il cavallo allora le chiede cosa fare, ma la gatta si tira subito indietro non volendo avere nulla a che fare con gli umani. Il cavallo le dice però che Bu-Bum è piccolo e non possono lasciarlo così; la gatta dice che essendo umano se la caverà, ma proprio in quel momento una folata di vento fa volare la foto di Bu-Bum il quale per prenderla rischia di cadere in un burrone. Fortunatamente il cavallo lo salva e la gatta accetta (pur malvolentieri) di aiutarli a cercare i genitori del piccolo uomo, precisando però che quando l'impresa sarebbe stata compiuta ognuno se ne sarebbe andato per la propria strada. Mentre si preparano a partire la gatta si rivolge al cavallo chiamandolo coso e lui indispettito gli dice il suo nome: Leoncavallo intimandogli di ricordarselo bene, la gatta allora chiede scusa e si presenta con il nome di Aurelia. I tre arrivano in una città distrutta e Aurelia convinta che l'impresa si risolverà entro la sera dice che forse avranno un bel pasto caldo come ricompensa. Guardandosi intorno e vedendo solo distruzione, fumo e fiamme Aurelia si chiede chi stia vincendo a questo gioco ma Leoncavallo le dice che in questo gioco non ci sono vincitori, dicendo che gli umani considerano gli animali bestie quando essi stessi distruggono quello che creano; mentre Leoncavallo continua con la sua pseudo condanna al genere umano Aurelia gli dice di stare zitto perché ha sentito qualcosa e salita su delle rovine vede due cani azzuffarsi per un pezzo di formaggio. Mentre i due combattono il pezzo di formaggio vola dalle parti di Aurelia che con al frase "Tra i due litiganti il terzo gode" afferra il formaggio; in quel momento i cani le ringhiano contro e la gatta scappa urlando a Leoncavallo di "dare gas" e allontanarsi subito di lì, ma il cavallo non capisce quello che la gatta gli dice e poco dopo arrivano i cani che infuriati per il furto prendono in considerazione di mangiare il cavallo invece del formaggio. Leoncavallo allora dice ai due che ora la gatta restituirà la crosta cosicché l'incidente possa considerarsi concluso. Ma Aurelia ha già mangiato il pezzo di formaggio; i cani partono all'attacco e Leoncavallo li sconfigge entrambi con gli zoccoli; i due scappano. Allora Leoncavallo, Aurelia e Bu-Bum si rimettono in viaggio e dopo un po' arrivano ad una fattoria; lì Leoncavallo si ferma dicendo che niente è meglio della vecchia ospitalità contadina; Bu-Bum corre all'interno e in quel momento si sentono delle grida, qualcuno sta urlando contro gli animali intimandogli di andarsene altrimenti avrebbe sparato; la voce chiama a sé anche altri della banda: Spezzaossa, Bruto, Caligola e Piecinghiale facendo credere agli animali di essere circondati; intanto Bu-Bum entra in casa e sente le grida. Il guardiano decide di aprire il fuoco e si sente il rumore degli spari che fa nascondere Leoncavallo e Aurelia che con ironia e rabbia si rivolge a Leoncavallo ripetendo quello che l'animale aveva detto prima sull'ospitalità contadina. Intanto Bu-Bum sale al primo piano della casa scoprendo che la misteriosa voce non è altri che un pollo; Bu-Bum gli arriva alle spalle e il pollo spaventato scappa dalla finestra arrivando ai piedi di Aurelia e Leoncavallo. Inizialmente Aurelia vuole mangiare quel pollo, ma quest'ultimo si ripara sulla testa di Leoncavallo, che però lo caccia via e il pollo senza volerlo prende il cappello del cavallo. Quando Leoncavallo gli chiede che cosa ci fa tutto solo in una fattoria il pollo dice di chiamarsi Cristoforo e di essere un gallo da combattimento nonché guardiano della fattoria, a quanto pare il fattore e la sua famiglia se n'erano andati e i soldati si erano portati via tutto tanto da rimanere lì Cristoforo perché troppo magro; dalla voce di Cristoforo si nota un accento toscano che fornisce importanti informazioni sul luogo dove i protagonisti stiano in quel momento. Cristoforo a quanto pare è logorroico ed egocentrico, infatti dice di essere riuscito a scacciare tutti i ficcanaso tutto da solo, ma quando Aurelia gli fa presente che pochi minuti fa era stato sconfitto da un bambino Cristoforo indignato dice che non vale perché Bu-Bum l'ha preso alle spalle. Mentre il bimbo lo accarezza Cristoforo chiede a Leoncavallo chi sia costui e l'animale risponde la ragione per la quale lui e Aurelia si trovano lì in quel momento dicendo che è una lunga storia; Aurelia comincia a giocare con la "coda" di Cristoforo anche quando quest'ultimo le chiede di smettere. Poco dopo Cristoforo comincia a raccontare una delle sue avventure, ma viene tradito dal proprio ego poiché nella storia lui sembra avere tra ali. Aurelia gli dice che lui lì è sprecato e che dovrebbe lavorare in un circo; Cristoforo offeso minaccia di non parlare più. Ovviamente il pollo continua a parlare dicendo che c'è un grande cuore che batte in quel piccolo petto di gallo; Aurelia allora dice che per lei non fa differenza tra petto, coscia o ali e ricomincia a giocare con la "coda" di Cristoforo il quale le dice di non toccare la sua coda; Leoncavallo ride dicendo che quella non è affatto una coda, ma Cristoforo con falsa voce nostalgica dice che quella è una ferita di guerra e che preferisce non parlarne. Poi il pollo chiede a Leoncavallo da dove egli venga visto che è ovvio che non è di quelle parti. Leoncavallo allora comincia a raccontare la propria storia: tempo fa abitava in Sicilia, in una fattoria; lì arava i campi e del suo lavoro vivevano il contadino e la sua famiglia che lo ricambiavano con l'amore e il rispetto; era una vita tranquilla finché la guerra non venne a bussare alla porte di casa sua; arrivarono dei soldati stanchi per il viaggio e il padrone di Leoncavallo li accolse in casa; a un certo punto però un soldato notò Leoncavallo e il resto della compagnia lo prese; il padrone si oppose, ma una volta compresa la situazione il cavallo fu consegnato ai soldati; camminarono per giorni incontrando distruzione e guerra fino al mare e una volta attraversatolo trovarono guerra e distruzione anche dall'altra parte; finché la compagnia non venne annientata e Leoncavallo si ritrovò tutto solo in una terra sconosciuta. A fine racconto Cristoforo ha le lacrime agli occhi, ma Bu-Bum comincia a tremare per il freddo; Cristoforo allora va a cercare qualcosa nella rimessa insieme a Leoncavallo; i due tornano con una divisa e per la strada Cristoforo dice che anche se non gli andrà a pennello Bu-Bum accetterà la divisa perché in questi tempi bisogna sapersi accontentare. Una voce allora gli dà ragione dicendo che questi sono tempi difficili; è uno dei cani che quella mattina avevano tentato di aggredire la compagnia di animali, non erano scappati, ma erano andati a cercare rinforzi ed erano tornati con loro. Comincia la battaglia e Leoncavallo mette KO uno dei cani; allora il capo della banda dice di fare attenzione agli zoccoli; mentre il cavallo scappa un altro cane lo insegue venendo messo KO da Bu-Bum con una balla di fieno. Rimasti in due i cani si separano e uno va nella rimessa dove Aurelia e Cristoforo gli hanno preparato una trappola; alla fine il cane verrà messo KO da una cassetta degli attrezzi. Aurelia propone a Cristoforo di festeggiare con un chicchirichì, ma il pollo ammette di non saper fare quel verso; Aurelia allora gli chiede che razza di gallo sia. L'ultimo cane mette fuori gioco Aurelia e tenta di mordere Cristoforo che scappa. All'inizio sembra che Cristoforo abbia la meglio sull'ultimo cane, ma questi lancia il secchio con cui Cristoforo l'aveva intrappolato su quest'ultimo facendolo svenire. In sua difesa arriva Leoncavallo, ma sarà Bu-Bum a sconfiggere definitivamente l'ultimo cane riuscendo a legare la coda di quest'ultimo a dei secchi che colpiscono il cane ogni volta che si muove. Cristoforo sembra non svegliarsi, ma alla proposta di Aurelia di mangiarlo rinsavisce magicamente. La mattina successiva Bu-Bum mette il suo nuovo vestito e Leoncavallo chiede a Cristoforo se vuole venire con loro; all'inizio il pollo dice di no, ma, quando Aurelia gli dice che i cani potrebbero ritornare, dice che dopotutto la compagnia potrebbe aver bisogno della sua protezione e che Bu-Bum gli è simpatico. Quindi la compagnia (che ora ha anche Cristoforo) si mette in viaggio per cercare i genitori di Bu-Bum.